# 黄紹箕

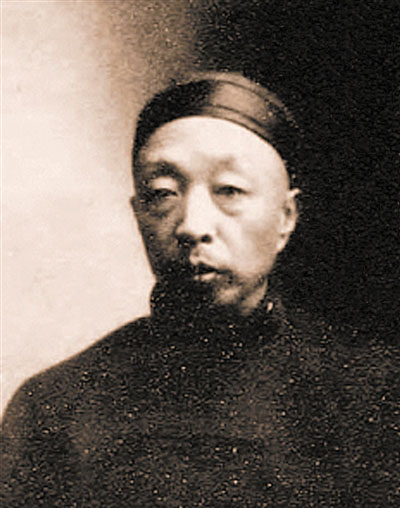
黄紹箕

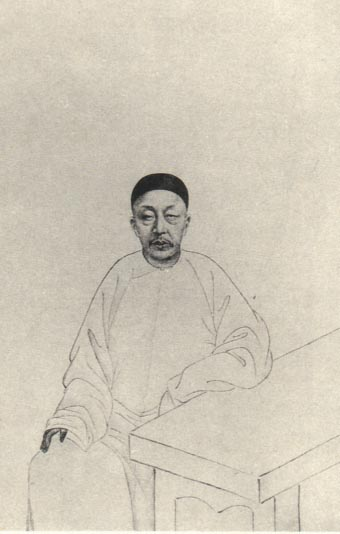
黄紹箕の肖像画（『清代学者象伝』）

黄 紹箕（こう しょうき、Huang Shaoji、1854年 - 1908年）は、清末の官僚。字は仲弢、号は漫庵。
浙江省温州瑞安県出身。父の黄体芳は張之洞と同期の進士である。1879年に挙人となり、1880年に進士となった。翰林院編修、会館編纂修提調、京師大学堂総弁、編書局訳学館監督、湖北提学使などの職を歴任した。政治上では変法維新を唱え、維新派のリーダーの康有為と親しく、常に黄遵憲・張謇らと時局を論じ合っていた。1895年、北京に強学会が成立すると積極的に参加した。1906年、日本に教育制度の視察のため派遣されたが、帰国後に死去した。葬儀には湖北省の学者が千人余りが参列した。
孫詒譲と親しく、「二仲先生」と称された。著書に『漢書芸文志輯略』『楚辞補註』などがある。